# Почесний знак «За пожежну службу»

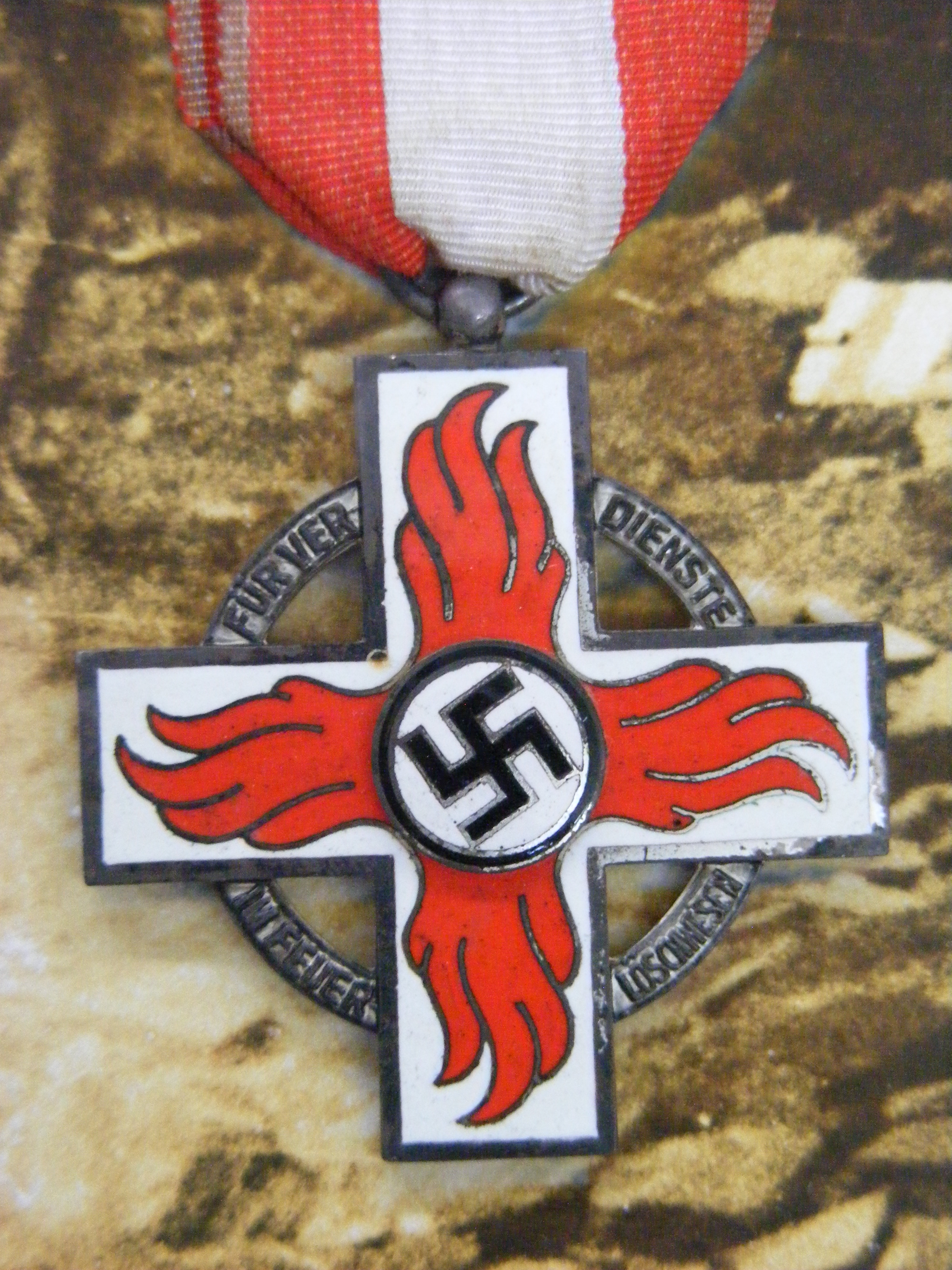
Імперський почесний знак «За пожежну службу» 2-го класу (повністю аналогічний почесному знаку «За пожежну службу» 2-го ступеня)

Почесний знак «За пожежну службу» (нім. Feuerwehr-ehrenzeichen) — нагорода Третього Рейху для відзначення заслуг пожежників.

## Історія
30 січня 1938 року Адольф Гітлер заснував почесний знак, щоб замінити Імперський почесний знак «За пожежну службу», заснований імперським міністром внутрішніх справ Вільгельмом Фріком 22 грудня 1936 року. Дизайн та умови нагородження не змінились: єдина різниця — знак 1-го класу тепер носився на орденській стрічці, як і знак 2-го класу, а не на шпильці, а класи замінили на ступені.

## Опис
Знак являв собою грецький (рівносторонній) хрест, вкритий білою емаллю, з центра якого йдуть язики червоного полум'я. В центрі хреста — білий круг зі свастикою. Між променями хреста йде коло з написом FÜR VERDIENSTE IM FEUERLÖSCHWESEN (укр. ЗА ЗАСЛУГИ В ГАСІННІ ПОЖЕЖ).
Знак 2-го ступеня виготовлявся зі срібла, знак 1-го ступеня - із золота.
Знак носився на червоно-біло-червоній стрічці на лівому боці грудей, однаковій для обох ступенів.

## Умови нагородження
Знак 1-го ступеня вручали професійним пожежникам чи членам добровольчих пожежних загонів, які проявили особливі заслуги та хоробрість у боротьбі з вогнем.
Знак 2-го ступеня вручали професійним пожежникам чи членам добровольчих пожежних загонів, які станом на 1 травня 1936 року або пізніше прослужили в пожежній службі 25 років. При зарахуванні вислуги років враховувалась обов'язкова служба у вермахті, але не в Імперській службі праці.
Разом із знаком нагороджений отримував сертифікат від імені імперського міністра внутрішніх справ і начальника німецької поліції. В разі втрати знака безкоштовне відновлення нагороди не передбачалось, але можна було купити новий знак за свій рахунок.
Після смерті нагородженого візнака залишалась у його рідних як пам'ятка.

## Сучасний статус нагороди
Відповідно до закону Німеччини про порядок нагородження орденами та про порядок носіння від 26 липня 1957 року (нім. Gesetz uber Titel, Orden und Ehrenzeichen) носіння знаку дозволяється у денацифікованому вигляді — без круга зі свастикою.

## Галерея

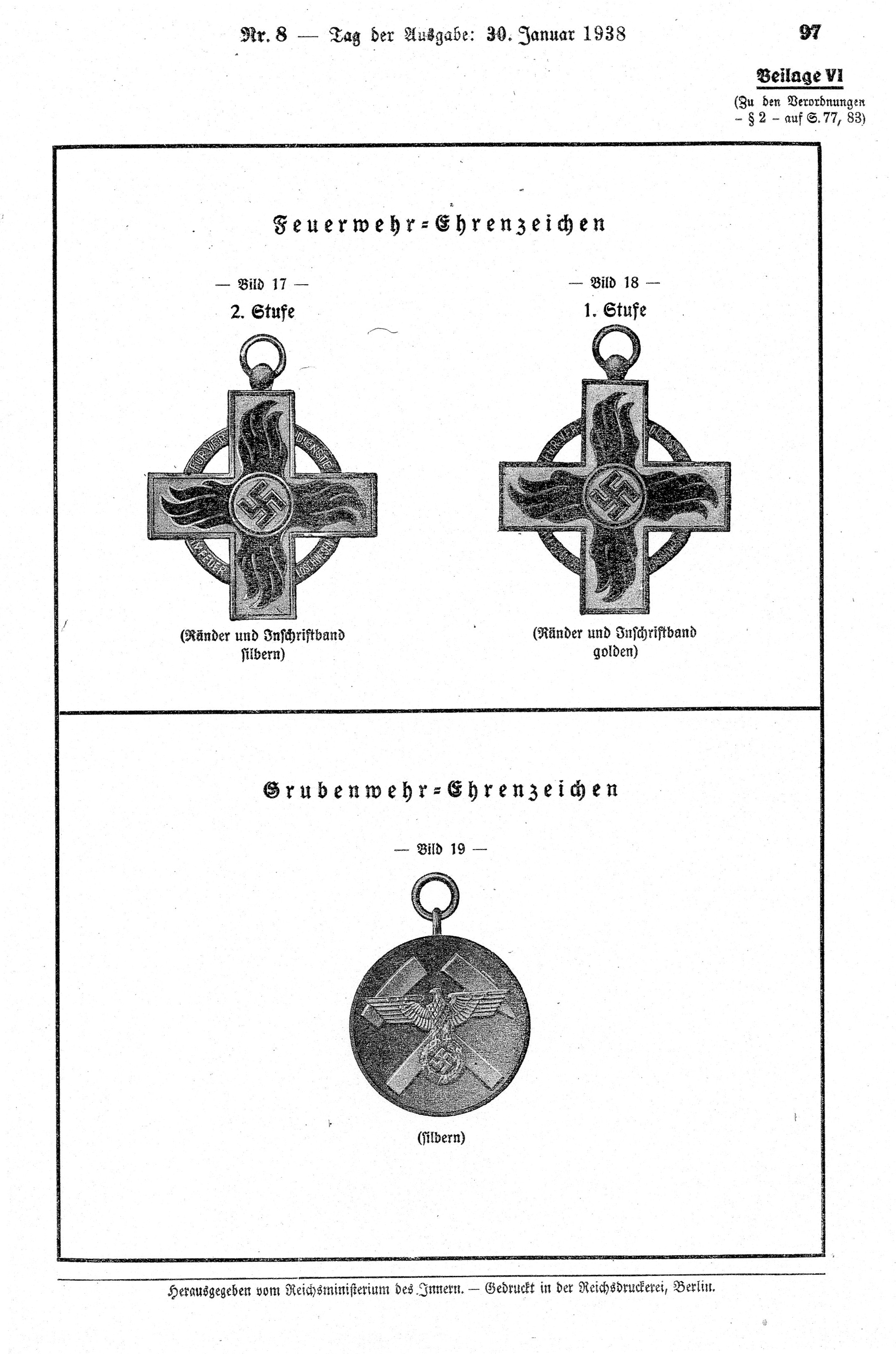
Зображення почесного знаку в Імперському віснику законів (нижче - зображення почесного знаку «За гірничорятувальну службу»)